# 503 هـ
503 هـ هي سنة في التقويم الهجري امتدت مقابلةً في التقويم الميلادي بين سنتي 1109 و1110.

## مواليد
- سلامة الأنباري

## وفيات
- المستعين بن هود
- عمر الرواسي